# Orchis
Orchis is een geslacht van planten uit de orchideeënfamilie. Het geslacht komt met zo'n 125 soorten voor in Europa, Noord-Afrika en Noord-Amerika.

## Naamgeving enetymologie
De Griekse filosoof Theophrastus was in 300 v. Chr. de eerste die het geslacht besprak. Vanwege de vorm van de dubbele wortelknol gaf hij het de naam orchis (όρχις), wat teelbal betekent. Een hardnekkig bijgeloof hield vol dat vrouwen die de hardere en sappigere knol van de twee aten een zoon zouden krijgen. De Duitse naam Knabenkraut is hier ook op gebaseerd.

## Kenmerken
Bij de bloei verwelkt een van de knollen, de andere is voor de volgende bloeiperiode bestemd (wisselknollen). Het duurt lang voordat een exemplaar uit dit geslacht tot bloei komt. Vroeger werd gedacht dat de planten zeven tot negen jaar nodig hadden van kieming tot bloei. Ondertussen is vast komen te staan dat die tijd veel korter is: de harlekijn (Orchis morio) kan al in drie tot vier jaar zover komen.
De zaden zijn zeer talrijk en klein, vaak maar 1/4 mm groot en een miljoenste gram zwaar. Ze bevatten zo weinig nutriënten dat de hulp van een schimmel nodig is voor ontkieming en het verkrijgen van voedsel. Deze vorm van mutualistische symbiose heet mycorrhiza.

## Salep
De wortels bevatten een voedzaam, zetmeelachtig polysacharide. Door ze te drogen en te vermalen wordt een fijn wit poeder verkregen dat salep heet (van het Arabische 'sahlap' dat 'vossentestikels' betekent). Salep is ook de naam van de drank waarin het poeder verwerkt is, die origineel in Turkije en de Levant werd vervaardigd. Vóór de komst van koffie en thee verspreidde het gebruik ervan zich naar het westen van Europa. De drank werd ook als geneesmiddel en afrodisiacum gebruikt.

## Soorten
In Nederland en België komen of kwamen de volgende soorten voor:
- Aapjesorchis (Orchis simia)
- Mannetjesorchis (Orchis mascula)
- Poppenorchis (Orchis anthropophora)
- Purperorchis (Orchis purpurea)
- Soldaatje (Orchis militaris)

Daarbuiten komen in Europa nog de volgende soorten voor:
- Orchis ×angusticruris
- Orchis canariensis
- Orchis italica
- Orchis olbiensis (Kleine mannetjesorchis)
- Orchis pallens (Bleke orchis)
- Orchis provincialis (Stippelorchis)
- Orchis scopulorum
- Orchis spitzelii

Sectie: Masculae

O. anatolica · 
O. brancifortii · 
O. canariensis · 
O. cazorlensis · 
O. ichnusae · 
O. laeta · 
O. langei · 
O. ligustica · 
O. mascula (Mannetjesorchis) · 
O. olbiensis (Kleine mannetjesorchis) · 
O. ovalis · 
O. pallens (Bleke orchis) · 
O. patens · 
O. pauciflora · 
O. pinetorum · 
O. prisca · 
O. provincialis (Stippelorchis) · 
O. quadripunctata · 
O. scopulorum · 
O. sitiaca · 
O. spitzelii · 
O. tenera · 
O. troodi

Sectie: Orchis

O. adenocheilae · 
O. anthropophora (Poppenorchis) · 
O. caucasica · 
O. galilaea · 
O. italica · 
O. militaris (Soldaatje) · 
O. punctulata · 
O. purpurea (Purperorchis) · 
O. simia (Aapjesorchis) · 
O. stevenii · 
O. taubertiana

Hybrides

O. ×angusticruris · 
O. ×hybrida · 
O. ×sezikiana · 
×Orchiaceris melsheimeri 